# Хопфер, Даниэль
Даниэль Хопфер Старший (нем. Daniel Hopfer, Hopffer, Hopper; 1470, Кауфбойрен — 1536, Аугсбург) — немецкий художник эпохи Северного Возрождения, рисовальщик, гравёр и мастер-оружейник. Кляйнмайстер. Один из первых в 1507 году использовал технику офорта (травлёного штриха) на железе, заимствованную затем Альбрехтом Дюрером и другими гравёрами. Автор большого числа ксилографий (гравюр на дереве).

## Семья Хопферов
Даниэль Хопфер родился около 1470 года в семье художника Бартоломея Хопфера и Анны Зендлерин. Его брат Иероним Хопфер (?- после 1550) и другие члены семьи были рисовальщиками и гравёрами. Даниэль Хопфер получил профессию гравёра стальных рыцарских доспехов, что и послужило поводом к последующему открытию возможностей офорта на железе.

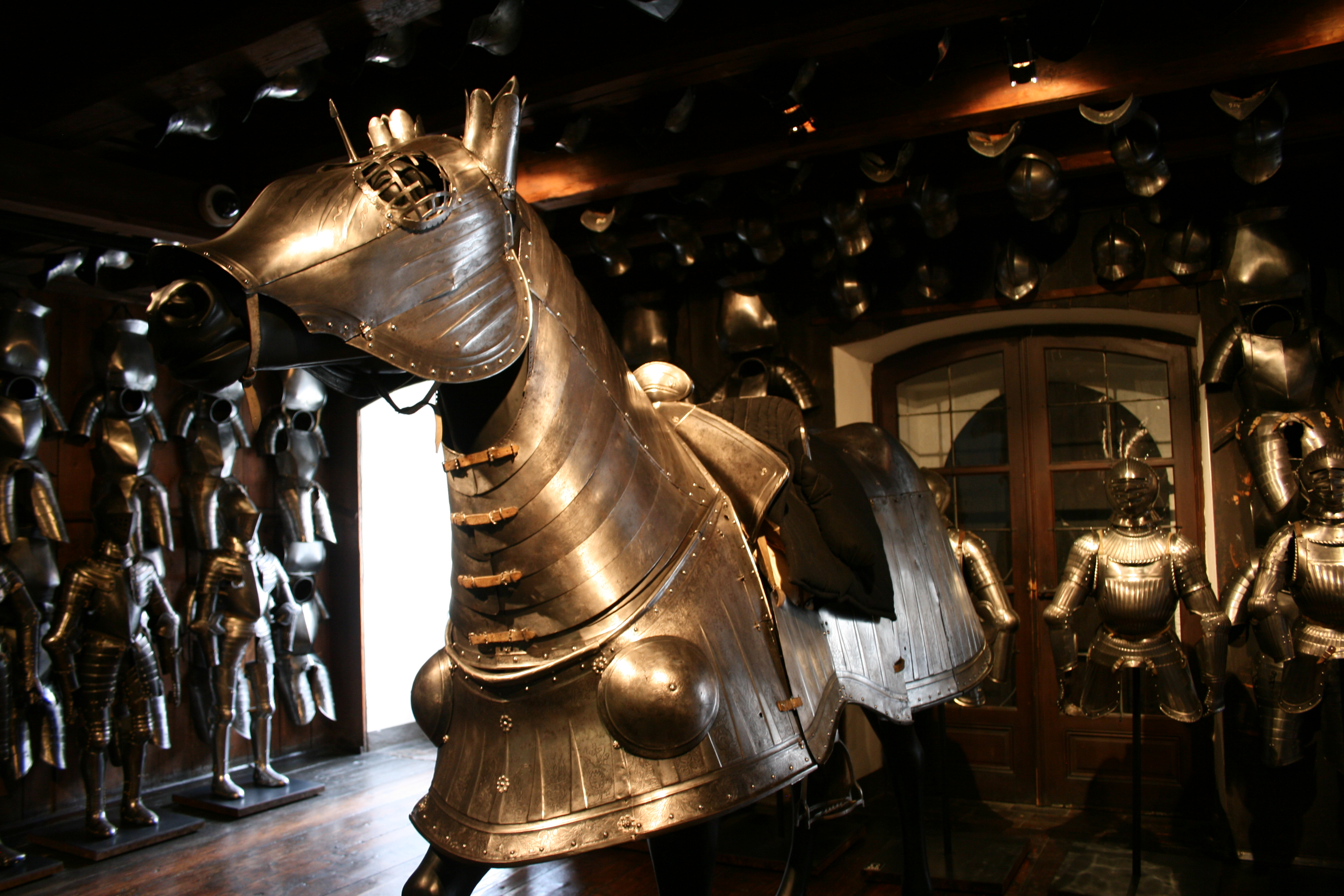
Конские доспехи, приписываемые Даниэлю Хопферу, в Земельном цейхгаузе (Государственной оружейной палате) Граца

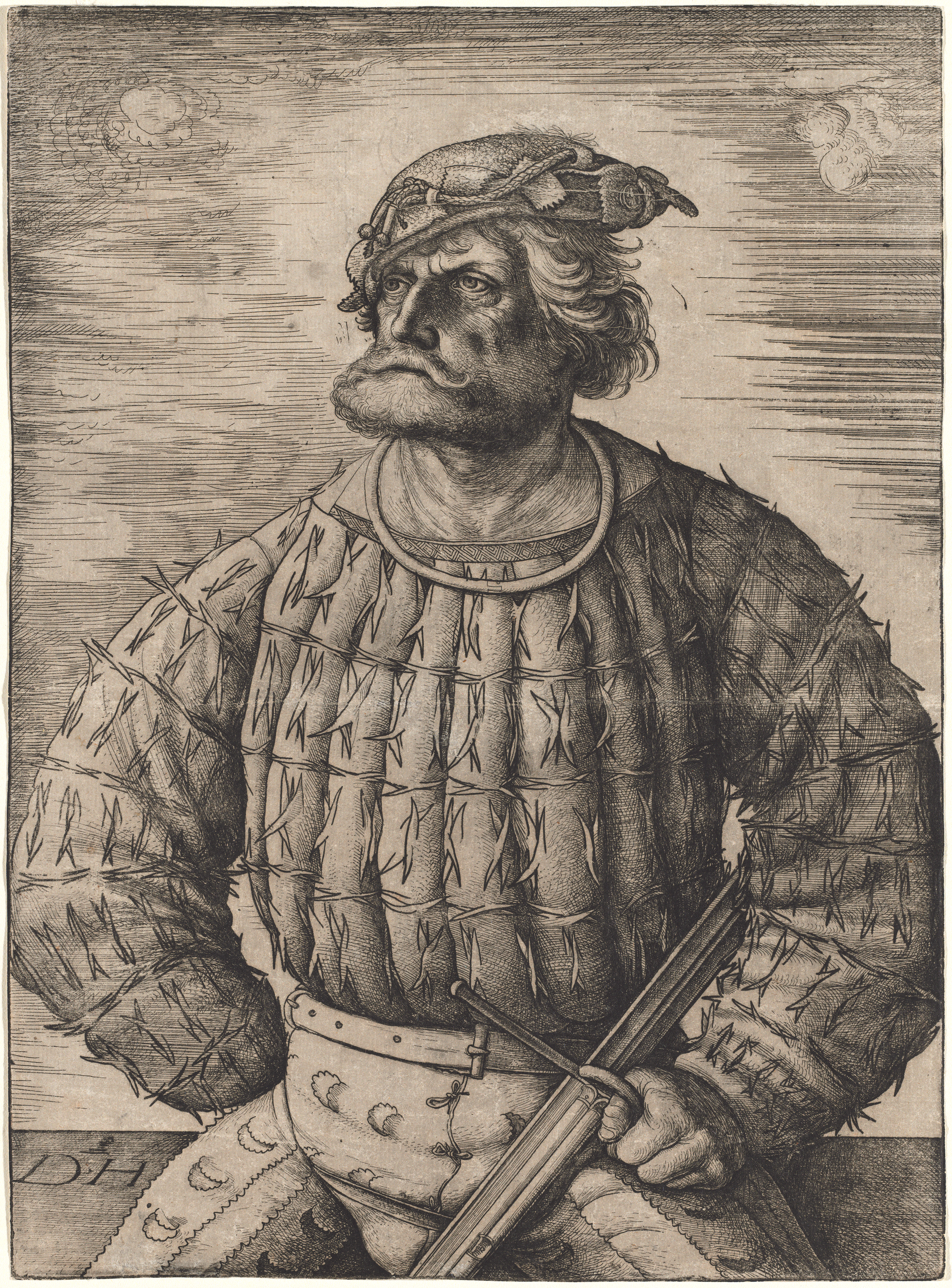
Портрет ландскнехта Кунца фон дер Ройзена. 1518. Офорт

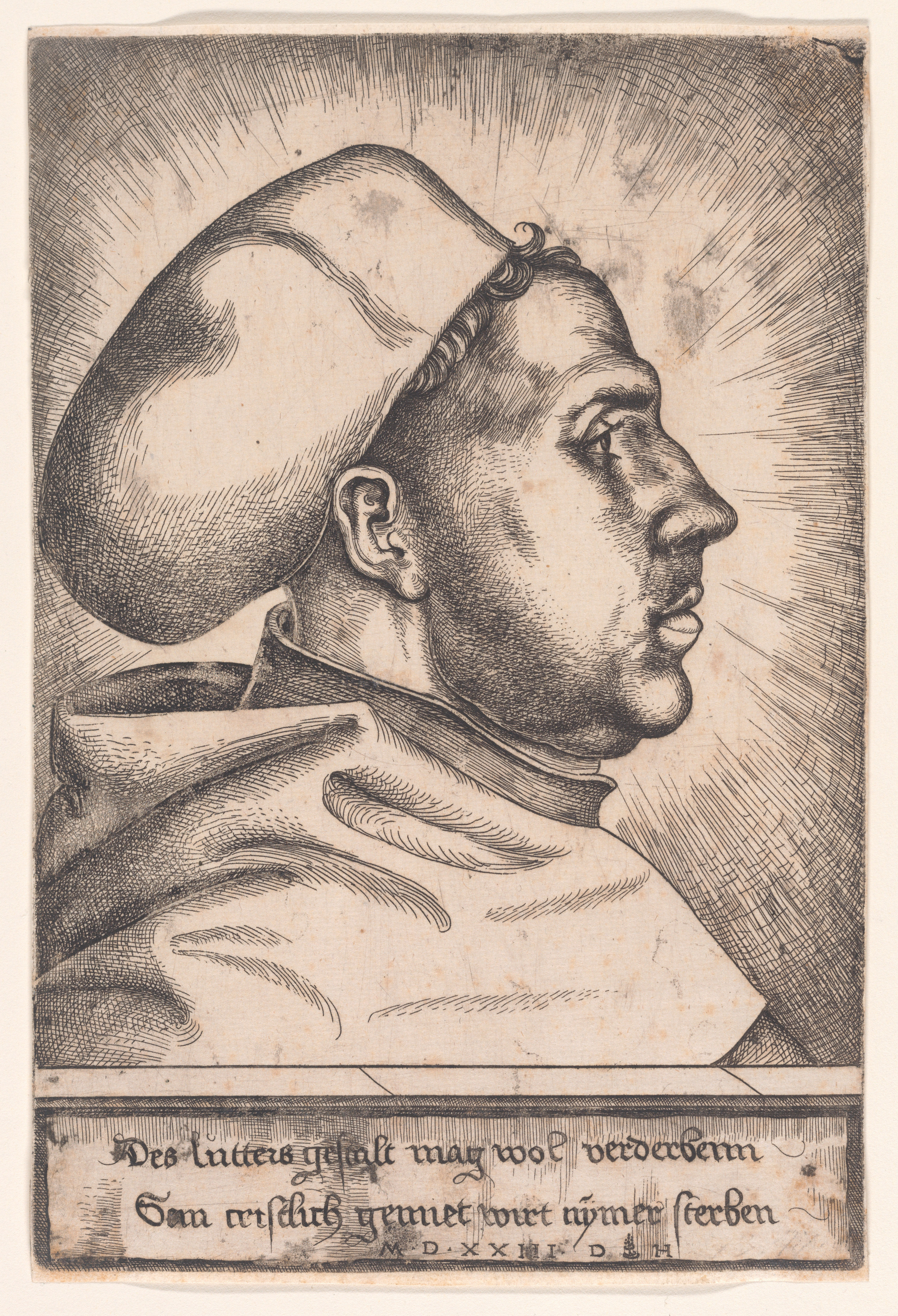
Портрет Мартина Лютера. 1523. Офорт

К двадцати трём годам Даниэль переехал в Аугсбург и в 1493 году получил там гражданство. В 1497 году он женился на Юстине Гримм, сестре аугсбургского издателя, врача и аптекаря Сигизмунда Гримма. У супругов было трое сыновей: Йорг, Иероним и Ламберт (Ламбрехт), двое последних продолжили профессию отца по офорту: Иероним в Нюрнберге и Ламберт в Аугсбурге. Два сына Йорга: Георг и Даниэль (Младший), также стали выдающимися офортистами, которым покровительствовал не кто иной, как император Максимилиан II, чей преемник Рудольф II возвёл Георга в дворянство.
Дэниэль изготовил более ста тридцати гравюр для массового рынка, Иероним семьдесят семь и Ламберт тридцать четыре. Они обычно размещали свои инициалы где-то внутри гравюры (D.H., IH, LH), добавляя небольшую криптограмму, которой могла быть сосновая шишка с герба города Аугсбурга или цветок хмеля (нем. Hop), каламбурная отсылка к фамилии.
Даниэль Хопфер стал членом комитета гильдии кузнецов Аусбурга, которая включала в себя живописцев и гравёров, вероятно, потому, что эти ремёсла были уникальным образом связаны в городе, одном из основных мест производства оружия и доспехов в Европе. В 1590 году, в тексте дворянской грамоты императора Рудольфа II внуку Даниэля Хопфера Георгу, Даниэль Хопфер Старший посмертно назван изобретателем искусства офорта на железе.
К 1505 году Даниэль владел домом в центре города. Он умер в Аугсбурге в 1536 году. Его достижения были широко признаны в его время.

## Произведения Даниэля Хопфера
Даниэль Хопфер прошёл обучение гравёра по оружию в то время, когда Аугсбург на юге Германии был одним из главных центров производства оружия и доспехов в Европе. Хопфер был современником многих выдающихся художников в истории Германии — Лукаса Кранаха, Ганса Бургкмайра, Ганса Гольбейна и Альбрехта Дюрера. Вероятно, он был первым офортистом воинских доспехов: он делал оттиски гравюр на бумаге, которые с ещё сырой краской наносили на доспехи, изготовленные в Аугсбурге, хотя неясно, действительно ли он гравировал доспехи или же ограничивался декалькоманией — переводом бумажных оттисков на металл; в большинстве случаев он, вероятно, передавал свои эскизы оружейникам, которые вручную наносили или гравировали орнамент. Единственный сохранившийся фрагмент подписанного доспеха Хопфера — щит, датируемый годом смерти мастера (1536; Мадрид, Реал-Армерия).
Никто из семьи Хопфер не был ни профессиональным художником, ни прирождённым рисовальщиком: их работы демонстрируют некоторую наивность, которая так и не нашла последователей. Но необычайное разнообразие работ семьи Хопферов сделало их предметами коллекционирования. Сюжеты гравюр Даниэля Хопфера — портреты простолюдинов и уважаемых персон, мифы и фольклор, фигуры солдат (ландскнехтов), религиозные сцены. Многие из гравюр являются копиями или репликами гравюр Андреа Мантеньи, Маркантонио Раймонди, Агостино Венециано, Марко Денте (последние трое — гравёры мастерской Рафаэля) или Альбрехта Дюрера. Но это никого не смущало.
В XVII веке книготорговец и дальний родственник Хопфера Дафид Функ (1642—1705) приобрёл 230 пластин с гравюрами его мастерской и издал оттиски с них под названием «Operae Hopferianae». Следующий тираж из 92 гравюр был выпущен в 1802 году издателем «CW Silberberg» из Франкфурта под названием «Opera Hopferiana». Хорошее качество отпечатков — это дань заботе, с которой семья Хопфер ухаживала за этими подверженными ржавчине пластинами, многие из которых сейчас находятся в берлинском типографском хранилище.

## Офорты семьи Хопферов

Карл Великий, король Артур и Готфрид Бульонский
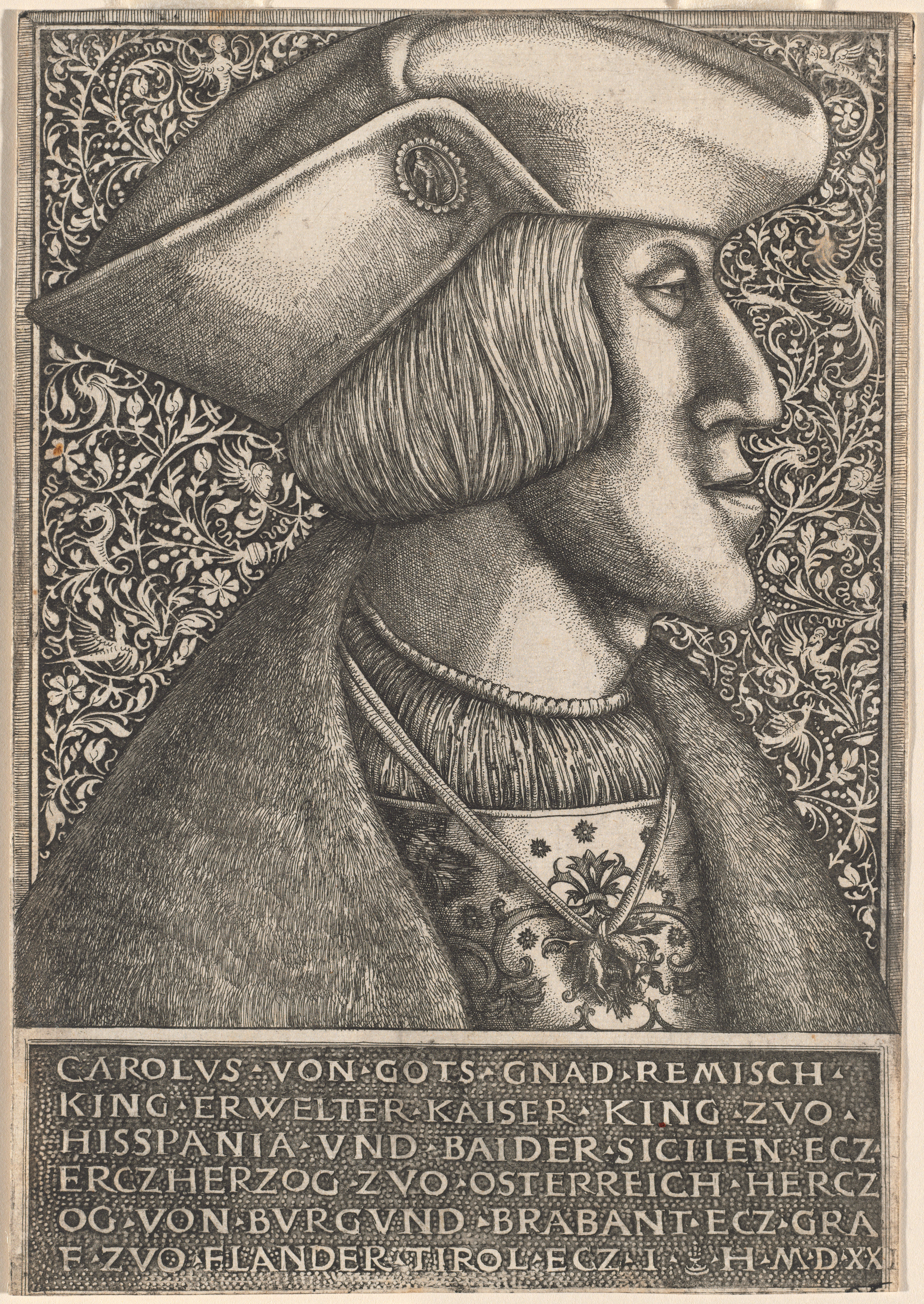
Император Карл V Габсбург
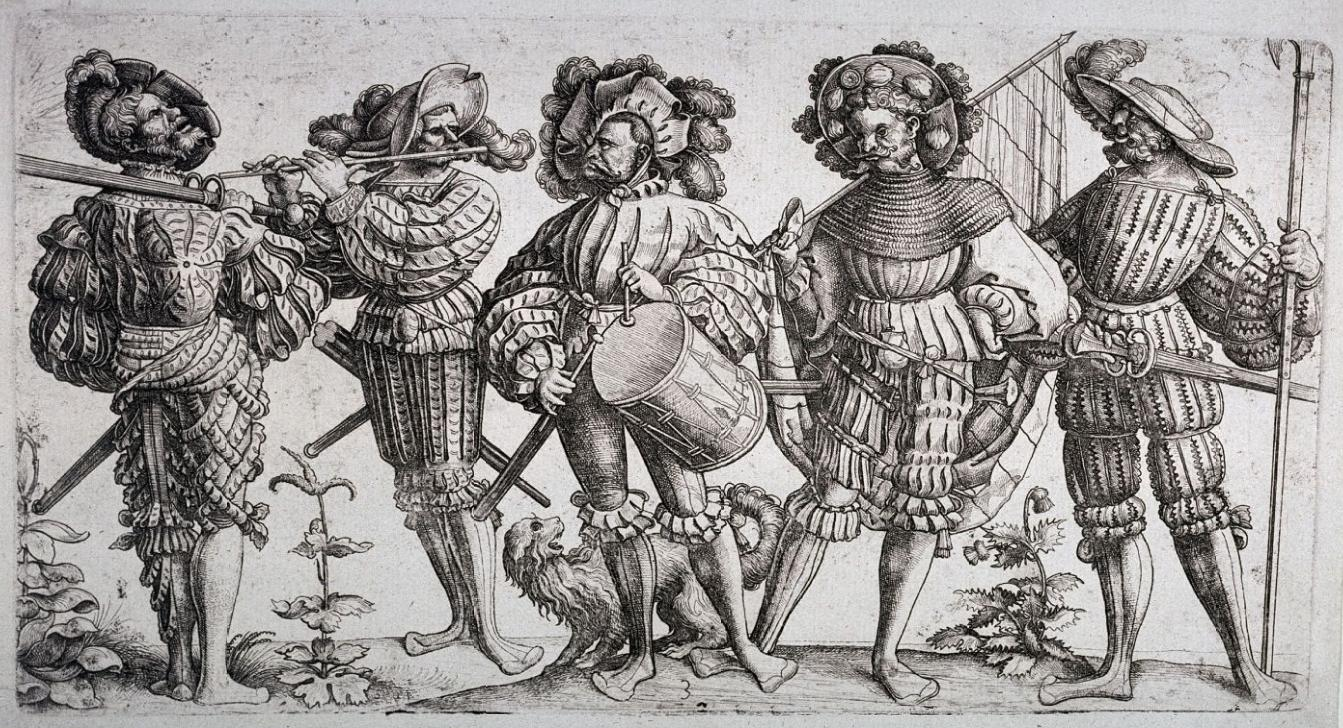
Ландскнехты
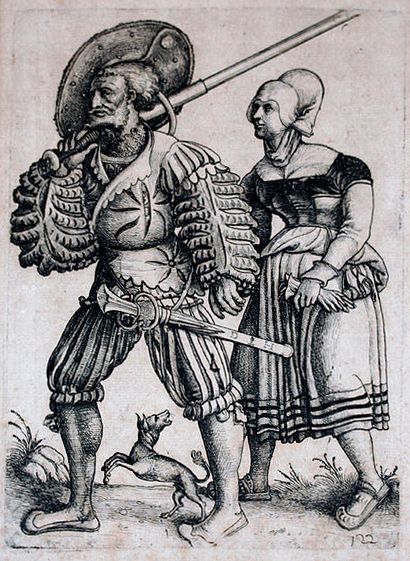
Ландскнехт с женой
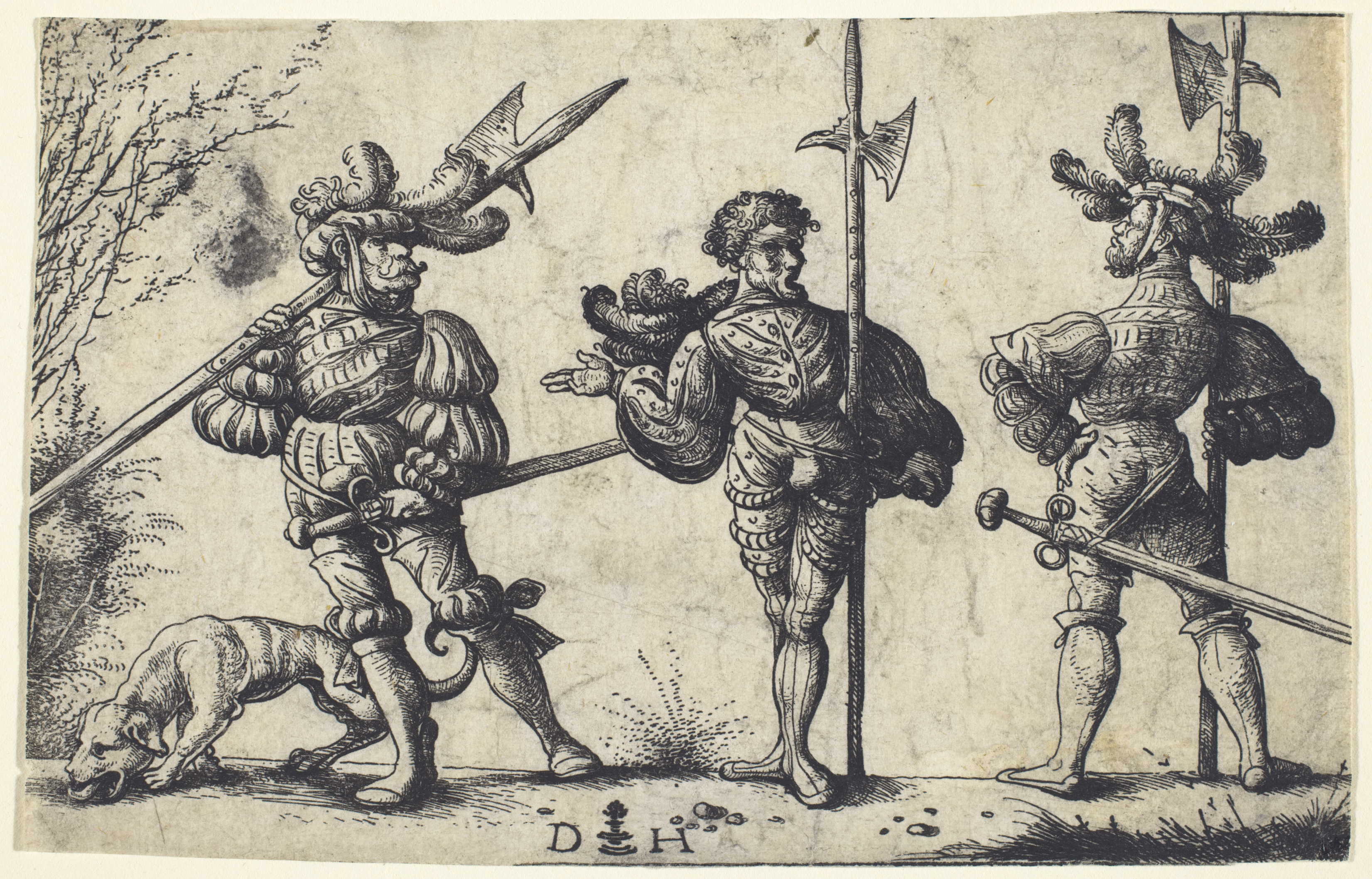
Алебардщики
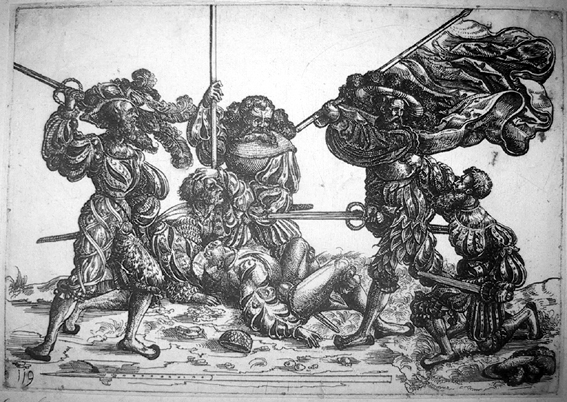
Схватка
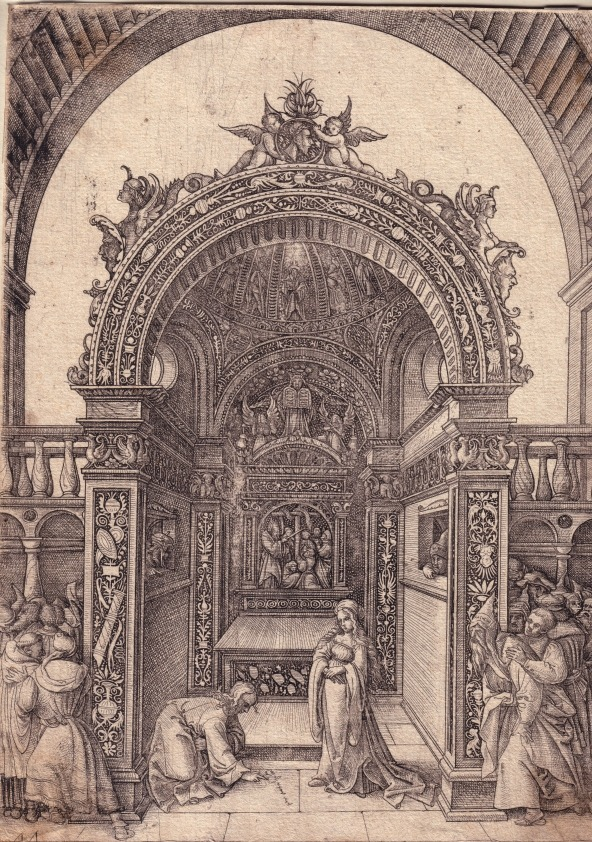
Развратница у алтаря
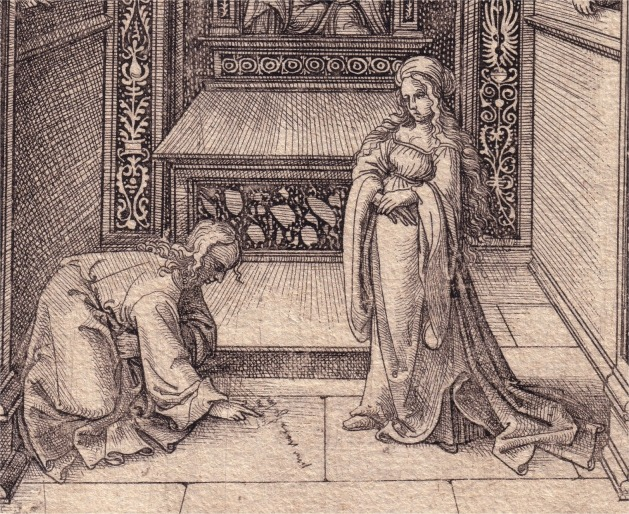
Развратница у алтаря. Фрагмент
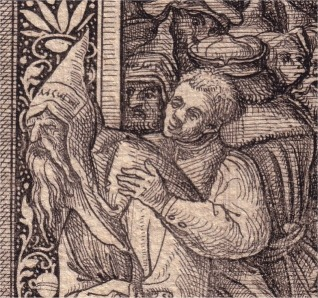
Развратница у алтаря. Фрагмент
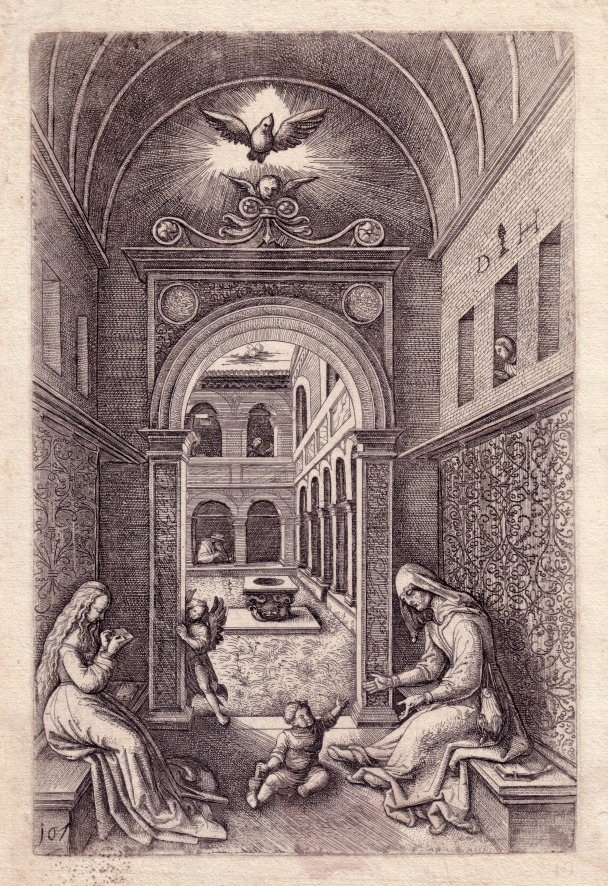
Дева Мария и Св. Анна
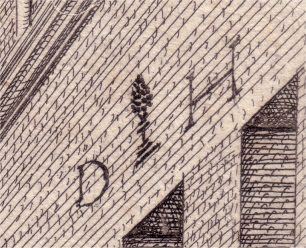
Дева Мария и Св. Анна. Монограмма